# Cirrats
Els cirrats (Cirrata) són un subordre de mol·luscs cefalòpodes de l'ordre Octopoda.

## Famílies
L'ordre Cirrata inclou quatre famílies:
- Família Cirroctopodidae Collins & Villenueva, 2006
- Família Cirroteuthidae Keferstein, 1866
- Família Opisthoteuthidae Verrill, 1896
- Família Stauroteuthidae Grimpe, 1916